# Heliura assimilis
Heliura assimilis là một loài bướm đêm thuộc phân họ Arctiinae, họ Erebidae.